# Эффект «Аль-Джазиры»
Эффект Аль-Джазира — это термин, используемый в политологии и в исследовании СМИ для описания влияния новых медиа-источников на глобальную политику, а именно, уменьшение монополии правительства и средств массовой информации на информацию и расширение прав и возможностей групп, которые ранее не обладали возможностью вещать в глобальном масштабе. Основным примером является один случай, после которого эффект был назван — влияние средств массовой информации сети Аль-Джазира на политику арабского мира.

## Происхождение и использование
Уильям Лафи Юманс приписывает первое использование термина Филиппу Сейбу, автору книги от 2008 года «Эффект Аль-Джазира: Как новые глобальные медиа меняют мировую политику». Тем не менее, он также был использован ранее ещё в 2000 году Саймоном Хендерсоном, который в свою очередь приписывает данный термин "дипломатам в регионе". В применении Хендерсоном, он изначально относился к арабским правительствам на Ближнем Востоке, которые теряют свою монополию на информацию из-за популярности и легкого доступа спутникового вещателя «Аль-Джазир» к сети СМИ, и до сих пор часто используется в таком ограниченном контексте. Томас Л. Макфэйл (Thomas L. McPhail) использовал его для обозначения изменений во всех арабских СМИ. Сейб перенёс его на другой, вызванный Интернет-развитием, новый мир СМИ.

## Влияние
Сейб отметил, что эффект Аль-Джазира можно рассматривать как параллель к эффекту CNN, который указывает на то, что освещение международных событий может так или иначе заставить правительства, которые не принимают участия, принимать меры. В то время как эффект CNN используется в контексте основных, традиционных средств массовой информации, таких как CNN, эффект Аль-Джазира относится и к новым носителям, таким как блоги журналистов, интернет-радио и спутниковое вещание. Он также утверждает, что новые средства массовой информации укрепляют самобытность и предоставляют право голоса, ранее маргинальным группам, которые до этого не имели своих СМИ; в качестве примера он приводит курдский народ Многие из новых медиа-организаций являются филиалами таких групп, общественных движений или аналогичных организаций. Новые медиа ослабляют монополию многих государств на информацию, так как даже обширная цензура в Интернете в таких странах, как Китай не является полностью эффективной. Он приходит к выводу, что новые средства массовой информации в значительной степени способствует демократизации и политическим реформам во всем мире. Уильям Лафи Юманс отмечает, что прогноз Сейба о том, что эффект Аль-Джазира приведет к изменениям в политике на Ближнем Востоке был реализован во время арабской весны в начале 2010-х годов, при этом новые медиа провоцируют широкое обсуждение и волнения в регионе.